# Gerhard Schreiber
Gerhard Schreiber (Teplá, 26 luglio 1940 – Gundelfingen, 17 maggio 2017) è stato uno storico e militare tedesco, specializzato nella storia militare della Germania nazista e dei rapporti italo-tedeschi durante la seconda guerra mondiale, con particolare riguardo nei confronti dei numerosi crimini di guerra compiuti dalle forze armate naziste tra il 1943 e il 1945 durante l'occupazione tedesca dell'Italia. È stato ricercatore presso il Militärgeschichtliches Forschungsamt (MGFA) e collaboratore nella pubblicazione della monumentale opera Germany and the Second World War.

## Formazione professionale
Nel 1961 Schreiber entrò nella Bundesmarine, nel 1965 divenne ufficiale di ispezione presso la Scuola degli ufficiali navali di Plön, mentre tra il 1966 e il 1967, con il grado di capitano di fregata, divenne ufficiale addetto alle telecomunicazioni sul cacciatorpediniere 6 e sulla nave da addestramento Donau (A69), oltre che all'Accademia navale Mürwik a Flensburgo. Nel 1968 iniziò i suoi studi in storia dell'arte presso l'Università di Amburgo, dove si laureò, e nel 1976 ottenne un dottorato alla facoltà di Filosofia con una ricerca riguardante lo studio sulle relazioni politiche e militari italo-tedesche tra il 1919 e il 1944; il suo consulente scientifico quell'occasione fu l'insigne storico Klaus-Jürgen Müller. Nel frattempo divenne ricercatore presso il Militärgeschichtliches Forschungsamt (MGFA) di Friburgo in Brisgovia, incarico che mantenne dal 1974 al 1996.

## Ricerca storiografica
Durante la sua carriera di storico Schreiber si è concentrato principalmente sullo studio del periodo nazionalsocialista e delle relazioni tra la Germania nazista e l'Italia fascista, svolgendo accurate ricerche sugli Internati Militari Italiani (IMI), e sull'occupazione della penisola italiana da parte delle forze armate tedesche, rivolgendo la propria attenzione sulle stragi commesse dai tedeschi durante il biennio 1943-1945 in Italia. Da questi studi sono stati pubblicati due importanti volumi: Deutsche Kriegsverbrechen in Italien 1943-45. Geschraten, Verachtet, vergessen, pubblicato in Italia come Gli internati militari italiani ed i tedeschi (1943-1945) all'interno del volume Fra sterminio e sfruttamento: militari internati e prigionieri di guerra nella Germania nazista, 1939-1945 a cura di Nicola Labanca (considerato un lavoro cardine sull'argomento), e Deutsche Kriegsverbrechen in Italien. Täter, Opfer, Strafverfolgung, tradotto in Italia nel 2000 con il titolo La vendetta tedesca 1943-1945. Le rappresaglie naziste in Italia, dove l'autore ricostruisce prodromi, motivazioni e modus operandi delle stragi naziste in Italia, ricollegandosi inoltre alla rimozione della memoria storica di queste vicende in Germania e della mancata persecuzione di questi crimini da parte della giustizia tedesca.
Collaborò inoltre nella stesura dei volume numero 3 (The Mediterranean, South-East Europe, and North Africa 1939–1942) e del volume numero 8 (The Eastern Front 1943-1944: The War in the East and on the Neighbouring Fronts) dell'opera Germany and the Second World War. Nel volume 3, Schreiber si concentrò sull'incapacità di Hitler di stabilire vere alleanze, preferendo di gran lunga relazioni in cui la Germania manteneva sempre il sopravvento. Lo storico Mark Mazower ha definito il terzo volume come «definitivo» e lo ha elogiato per la sua «energia intellettuale», evidenziando come gli autori abbiano raggiunto un ottimo grado di familiarità con la materia e con tutte le controversie esistenti in quell'ambito storico, in modo tale da riuscire a guidare abilmente il lettore attraverso l'argomento.
Per l'impegno profuso nel suo lavoro di ricerca sui crimini tedeschi in Italia, il 2 maggio 1997 fu decorato come Grande Ufficiale Ordine al Merito della Repubblica Italiana, mentre nel 2006 la città di Barletta ha conferito a Schreiber la cittadinanza onoraria «in quanto ha inequivocabilmente dimostrato [...] l'eccezionalità della Resistenza del Presidio militare di Barletta all'indomani dell'Armistizio»

## Opere
- Revisionismus und Weltmachtstreben. Marineführung und deutsch-italienische Beziehungen 1919 bis 1944, Deutsche Verlags-Anstalt, Stuttgart 1978, ISBN 3-421-01851-0.
- Hitler. Interpretationen 1923-1983. Ergebnisse, Methoden und Probleme der Forschung. Wissenschaftliche Buchgesellschaft, Darmstadt 1984, ISBN 3-534-07081-X.
- Die italienischen Militärinternierten im deutschen Machtbereich 1943 bis 1945. Verraten – Verachtet – Vergessen, Oldenbourg, München 1990, ISBN 3-486-55391-7 (tradotto in Italia con il titolo: I militari italiani internati nei campi di concentramento del Terzo Reich, 1939-1945).
- con Ernst Willi Hansen, Bernd Wegner: Politischer Wandel, organisierte Gewalt und nationale Sicherheit. Beiträge zur neueren Geschichte Deutschlands und Frankreichs. Festschrift für Klaus-Jürgen Müller, Oldenbourg, München 1995, ISBN 3-486-56063-8.
- Deutsche Kriegsverbrechen in Italien. Täter, Opfer, Strafverfolgung, München 1996, ISBN 3-406-39268-7 (tradotto in Italia con il titolo: La vendetta tedesca. 1943-1945: le rappresaglie naziste in Italia, Milano, Mondadori, 2000, ISBN 88-04-42515-6).
- Der Zweite Weltkrieg, Beck, München 2002, ISBN 3-406-44764-3 (tradotto in Italia con il titolo: La seconda guerra mondiale, Bologna, Il Mulino, 2013, ISBN 978-88-15-24744-5).
- Kurze Geschichte des Zweiten Weltkriegs München 2005, ISBN 3-406-52953-4.